# اوگتای صادق‌زاده
اوگتای صادق‌زاده (ترکی آذربایجانی: Oqtay Seyid Hüseyn oğlu Sadıqzadə؛ ۲۴ فوریهٔ ۱۹۲۱ – ۲۰ دسامبر ۲۰۱۴) نقاش آذربایجانی در دوره شوروی بود که آثار خود را در سبک هنرهای تجسمی می‌کشید. وی همچنین دریافت کننده عنوان افتخار نقاش خلق آذربایجان (۱۹۹۲)، جایزه دولتی جمهوری آذربایجان (۲۰۱۴) و مستمری انفرادی ریاست جمهوری آذربایجان بود.

## شرح حال
اوگتای صادق‌زاده در ۲۱ فوریه سال ۱۹۲۱ در شهرستان خیزی متولد شد. در میان سال‌های ۱۹۳۵ تا ۱۹۳۹ به کالج فنی هنر باکو رفت و اینجا بود که با پدیدآوردن اولین آثارش توجه منتقدان نقاشی را به خود جلب کرد. چون خانواده اوگتای صادق‌زاده نیز قربانی پاکسازی بزرگ ولادیمیر لنین شده بود، خود او نیز در سال ۱۹۴۱ تبعید شد. اما با وجود شرایط سختی که متحمل آن بود، به فعالیت‌های هنری اش ادامه داد.
به دنبال بازگشت به باکو در سال ۱۹۴۶، به عرصه تصویرگری کتاب متوسل شد و توفیق‌هایی در این زمینه به دست آورد. سپس به ادامه تحصیل پرداخت و در سال ۱۹۵۶ از رشته گرافیک مدرسه نقاشی، مجسمه‌سازی و معماری مسکو دانش‌آموخته شد.
آثار اوگتای صادق‌زاده در طراحی موزه ادبیات نظامی گنجوی، موزه ملی تاریخ جمهوری آذربایجان، و خانه موزه‌های عزیر حاجی‌بیگف، حسین جاوید، صمد وورغون و بولبول به‌طور گسترده به کار رفته‌است.
نقاشی‌های اوگتای صادق‌زاده در کنار اینکه در موزه ملی هنر جمهوری آذربایجان و نگارخانه ترتیاکوف به تماشا گذاشته شده‌اند، در نگارخانه‌های خصوصی در ایالات متحده آمریکا، آلمان، کانادا، اسرائیل و سایر کشورها نیز نگهداری می‌شوند.
اوگتای صادق‌زاده ۲۰ دسامبر سال ۲۰۱۴ در باکو درگذشت.

## جوایز
- مدال «برای کار برجسته»: ۹ ژوئن ۱۹۵۹
- نقاش افتخاری آذربایجان شوروی: ۵ دسامبر سال ۱۹۷۷
- نقاش خلق جمهوری آذربایجان: ۴ مارس ۱۹۹۲
- نشان شهرت: ۲۷ فوریه ۱۹۹۹
- مستمری انفرادی ریاست جمهوری آذربایجان: ۱۱ ژوئن ۲۰۰۲
- نشان شرف: ۲۴ فوریه ۲۰۱۱
- جایزه دولتی جمهوری آذربایجان: ۲۶ مه ۲۰۱۴